# جان كريتيان
جوزيف جاك جان كريتيان (بالإنجليزية: Joseph Jacques Jean Chrétien)‏، رئيس وزراء كندا ومتحصل على وسام الاستحقاق من مستشار الملكة الكندي (ولد في 11 يناير 1934)، سياسي كندي شغل منصب رئيس الوزراء العشرين لكندا من 1993 إلى 2003.
ولد كريتيان ونشأ في شاوينيغان، كيبيك، وهو خريج من جامعة لافال للحقوق. انتُخب لأول مرة لمجلس العموم الكندي في عام 1963. شغل مناصب وزارية مختلفة في عهد رئيس الوزراء بيير ترودو، وأبرزها وزيرًا لوزارة العدل ووزيرًا لوزارة المالية ووزيرًا للشؤون الهندية والتنمية الشمالية. كما شغل منصب النائب الثاني لرئيس وزراء كندا، ووزير الدولة للشؤون الخارجية في فترة حكومة جون تورنر. أصبح رئيسًا للحزب الليبرالي الكندي في عام 1990، وعمل كرئيس للمعارضة قبل أن يقود الحزب إلى حكومة الأغلبية في الانتخابات الفيدرالية عام 1993. أعيد انتخابه باختيار الأغلبية مرة أخرى في عامي 1997 و2000.
عارض كريتيان بشدة حركة سيادة كيبيك وأيد ثنائية اللغة الرسمية والتعددية الثقافية. وحقق فوزًا ضئيلًا كرئيس للمعسكر الفيدرالي في استفتاء كيبيك عام 1995، ما دفعه ليكون رائدًا في قانون الوضوح لتجنب الغموض في أسئلة الاستفتاء المستقبلية. كما طور قانون العدالة الجنائية للشباب في البرلمان. وحقق فوزًا ضئيلًا كرئيس للمعسكر الفيدرالي في استفتاء كيبيك عام 1995، ما دفعه ليكون رائدًا في قانون الوضوح لتجنب الغموض في أسئلة الاستفتاء المستقبلية. على الرغم من شعبيته وشعبية الحزب الليبرالي الذي أدى إلى نجاحه في الثلاث الانتخابات الفيدرالية المتتالية، إلا أنه أصبح عرضة لخلافات سياسية مختلفة في السنوات الأخيرة بسبب وظيفته كرئيس للوزراء واتُهم بتصرفه بسلوك غير لائق في فضيحة الكفالة، رغم نفيه المستمر بارتكاب أي مخالفة. كما انخرط في صراع طويل داخل الحزب الليبرالي ضد منافسه السياسي بول مارتن. استقال من منصب رئيس الوزراء في ديسمبر 2003، وترك الحياة العامة تمامًا من أجل قضاء المزيد من الوقت مع أحفاده. يحتل كريتيان في استطلاعات الرأي العام أولى المراتب رفقة العلماء والمشاهير.

## أولى سنوات حياته
وُلد كريتيان في 11 يناير 1934، في شاوينيغان، كيبيك، وهو الطفل الثامن عشر من بين 19 طفلاً (لم ينجوا 10 منهم عند الولادة)، وماري (وُلدت باسم بويزفير، توفيت عام 1954) وويلي كريتيان (توفي عام 1980). كانت عائلة كريتيان من الطبقة العاملة فقيرة، وكان على كريتيان أن يرتدي ملابس كان يرتديها أشقاؤه الأكبر منه سنًا لعدم توفر المال الكافي لوالديه لشراء ملابس جديدة له. أراد والدا كريتيان أن يهرب أطفالهما من حياة الطبقة العاملة في شاوينيغان من خلال الالتحاق بالكليات الكلاسيكية، والتي كانت الطريقة الوحيدة التي يمكن للشخص أن يلتحق بها في الجامعة في كيبيك في ذلك الوقت. شجعه والده لقراءة القاموس عندما كان صبيًا صغيرًا. فاز شقيق كريتيان الأكبر، موريس، بمنحة دراسية في شركة التأمين التي كان يعمل بها، ما سمح له بالالتحاق بكلية الطب، وساعد بمرابيحه من الطب أخوته الأصغر في الالتحاق بالكليات الكلاسيكية. كان ويلي كريتيان ليبراليًا متحمسًا في فترة شبابه واستطاع في تلك الفترة مقابلة ومصافحة بطله السير ويلفريد لوريير. 

## مسيرته
ولد وترعرع في شاوينيغان بكيبك وتخرج من جامعة لافال حاصلاً على درجة حقوق. بدأ مسيرته السياسية بعد انتخابه عضواً في مجلس العموم الكندي عام 1963، وشغل عدة مناصب في حكومة بيير ترودو وأبرزها وزيراً للعدل، ووزيراً للمالية ووزيرا للشؤون الهندية والتنمية الشمالية. كما شغل منصب نائب رئيس الوزراء في حكومة جون تورنر التي لم تدم طويلاً. وصل إلى زعامة الحزب الليبرالي الكندي عام 1990، واستطاع أن يقود تشكيل حكومة أغلبية بعد الفوز الذي حققه الحزب الليبرالي في الانتخابات الاتحادية التي أقيمت عام 1993. أعيد انتخابه وحصل حزبه على الغالبية مرة أخرى في كل من انتخابات عام 1997، وانتخابات عام 2000.
عارض كريتيان بشدة حركة سيادة كيبك وكان من الداعمين للسياسة الرسمية للتعدد الثقافي والثنائية اللغوية. استطاع معسكره الفيدرالي الفوز بفارق ضئيل في استفتاء استقلال كيبك عام 1995، وكان من رواد واضعي ما عُرف بقانون الوضوحية الذي هدف إلى تفادي الالتباس في أسئلة الاستفتاءات المستقبلية الموضوعة. كما عمل على الدفع نحو إقرار قانون العدالة الجنائية الشبابية في البرلمان. لم تواجه شعبية كريتيان وشعبية الحزب الليبرالي أي تحديات خلال الفترات الانتخابية الثلاثة المتعاقبة، بيد أنه أصبح مثاراً للجدل السياسي خلال السنوات التي أعقبت انتهاء ولايته كرئيس للوزراء، فقد وجّهت إليه اتهامات بإبداء سلوك غير لائق فيما يُعرف بفضيحة الرعاية، إلَّا أنه ظل ينكر باستمرار ارتكاب أي فعل خاطئ. كما دخل في صراع سياسي طويل الأمد داخل الحزب الليبرالي مع خصمه السياسي اللدود بول مارتن. تقاعد من رئاسة الوزراء في شهر ديسمبر من عام 2003، وترك الحياة العامة لكي يقضي المزيد من الوقت مع أحفاده. وبالنظر إلى استطلاعات الرأي التاريخية فإن كريتيان يحتل مرتبة عالية بين الباحثين وعامة الناس في كندا.

## وصلات خارجية
- جان كريتيان على موقع IMDb (الإنجليزية)
- جان كريتيان على موقع الموسوعة البريطانية (الإنجليزية)
- جان كريتيان على موقع مونزينجر (الألمانية)
- جان كريتيان على موقع إن إن دي بي (الإنجليزية)
- أرشيفات هيئة الإذاعة الكندية الرقمية – جان كريتيان: من المناظرات السياسية في قاعات البلياردو إلى التلة البرلمانية (بالإنجليزية)
- "الكتاب الأحمر" (بالإنجليزية)
- مرات الظهور على سي-سبان
- معرض جان كريتيان الكارتوني التحريري